# Frank Field
Frank Ernest Field, Baron Field of Birkenhead (sedan 2020), född 16 juli 1942 i Edmonton i Enfield, London, död 23 april 2024 i London, var en brittisk politiker (först för Labour och för Birkenhead Social Justice sedan 2019). Han var ledamot av underhuset för Birkenhead mellan 1979 och 2019.
Field valdes in i parlamentet för Labour, men lämnade partiet i augusti 2018 och satt som oberoende innan han bildade partiet Birkenhead Social Justice.